# 檇李之戰
檇李之战，春秋末年周敬王二十四年（前496年），越国大败吴国的战役。

## 经过
前496年（吴王阖闾十九年），越侯允常病死，其子句踐即位稱王。吴王阖闾为“南服越人”，乘越侯允常之丧，亲自带领军队伐越。越王句踐率军抵御。越王句踐开始让死士三次至吴阵前列队展开，大喊后抹脖子自杀。吴军来阵前围观。越王乘机下令攻击，至槜李（今浙江省嘉兴境内），大败吴军，阖闾被射伤后死亡。